# Mandschurosaurus
Mandschurosaurus is een geslacht van uitgestorven plantenetende ornithischische dinosauriërs, behorend tot de Euornithopoda, dat tijdens het Laat-Krijt leefde in het gebied van de huidige Volksrepubliek China.
De typesoort Mandschurosaurus mongoliensis wordt tegenwoordig meestal gezien als een nomen dubium, gebaseerd op niet op soortniveau te identificeren resten die in het licht van hun herkomst wellicht toebehoren aan Amurosaurus.

## Vondst en naamgeving

### Mandschurosaurus amurensis
In 1914 ontdekte A．N．Krisjtofowitsj，een geoloog verbonden aan het Russisch Geologisch Comité, bij de rivier de Amoer een groot stuk bot. Bij zijn terugkeer in Sint-Petersburg toonde hij dit aan de paleontoloog Anatoli Nikolajewitsj Riabinin die het herkende als de onderkant van een onderbeen van een dinosauriër. In de winter van 1915-1916 voerde hierop geoloog W．P． Renngarten opgravingen uit aan de basis van witte oeverklippen (Belje Kroetsji) aan de rechterzijde van de rivier, dus aan de 'Chinese kant' in Mantsjoerije, op het punt waar de Alån in de Amoer stroomt, bij Jiayin nabij Heilongjiang. In de zomers van 1916 en 1917 werden door preparateur N.P. Stepanov verdere opgravingen verricht waarbij een gedeeltelijk skelet geborgen werd. Tussen 1918 en 1923 werd dit door Stepanov geprepareerd en uiteindelijk in 1924 onder leiding van Riabinin in het Centraal Geologisch Museum opgesteld, waarbij overigens de meeste onderdelen in gips waren aangevuld.
In 1925 gaf Riabinin een korte beschrijving en benoemde hij het dier als een soort van Trachodon: Trachodon amurense. In 1930 maakte Riabinin er een apart geslacht van: Mandschurosaurus waarvan de naam verwijst naar Mantsjoerije. De typesoort is Trachodon amurense, de combinatio nova is Mandschurosaurus amurensis.
Het typespecimen heeft geen gepubliceerd inventarisnummer. Het is gevonden in een laag van de Yuliangzeformatie die dateert uit het late Maastrichtien, ongeveer zesenzestig miljoen jaar oud. Het bestaat uit een hersenpan, stukken van beide onderkaken, wervels van de rug, het heiligbeen en de staart, en delen van de ledematen. In feite gaat het om een reeks syntypen want zoals Riabinin zelf al aangaf, is er geen enkele aanwijzing dat het om botten van één individu zou gaan. Door de wijze van opstelling is het latere geleerden zeer moeilijk gebleken het materiaal te onderzoeken en ze stelden geen onderscheidende kenmerken vast. Deze concludeerden dan ook meestal dat Mandschurosaurus een nomen dubium was.
Tussen 1975 en 1979 zijn twee fragmentarische skeletten door Chinese onderzoekers opgegraven, aan Mandschurosaurus toegewezen en in het Heilongjiang Provincial Museum opgesteld waarna een ervan bij een brand verloren ging. Als Mandschurosaurus een nomen dubium is, impliceert dit dat de toewijzing niet gefundeerd kan worden. In 1989 werd nog een skelet opgegraven door het Museum of Jilin University. Het is mogelijk dat al deze resten feitelijk toebehoren aan Amurosaurus, hetzelfde geldt voor het nomen dubium Saurolophus krystofovici Riabinin 1930. Verdere fossielen die voor de benoeming van Amurosaurus aan Mandschurosaurus waren toegewezen, zijn grotendeels naar Amurosaurus overgeheveld.

### Verdere soorten
In 1933 benoemde Charles Whitney Gilmore een Mandschurosaurus mongoliensis. Dit werd in 1979 door Michael Keith Brett-Surman een apart geslacht Gilmoreosaurus gemaakt.
In 1943 benoemde Josué-Heilman Hoffet een Mandschurosaurus laosensis op grond van materiaal in 1938 gevonden bij Houei-Sang-Hok in Laos, in lagen van de Grès supérieurs die dateren uit het Aptien. Het gaat om een onderkant van een dijbeen, darmbeenderen, een halswervel en twee staartwervels, vermoedelijk van een vrij klein exemplaar. De datering alleen al sluit uit dat het om Mandschurosaurus/Amurosaurus gaat. In ieder geval een van de staartwervels behoort aan een lid van de Sauropoda en werd in 1999 toegewezen aan een Tangvayosaurus sp.
Het Geological Museum of Heilongjiang stelt een in 1992 gevonden groot skelet tentoon onder de naam Mandschurosaurus magnus. Dit is voorlopig een onbeschreven nomen nudum en wellicht een jonger synoniem van Amurosaurus.

## Beschrijving
Het lichaam van dit acht meter lange en vier ton zware dier werd gedragen door de achterpoten, waarvan de lange tenen hoefvormig uitliepen. De staart zorgde voor het evenwicht. Omdat het dier een uitstekende reukzin had, kon het naderende carnivoren van tevoren opmerken.

## Fylogenie
De resten van Mandschurosaurus amurensis behoren hoogstwaarschijnlijk aan een of ander lid van de Hadrosauridae. Chinese onderzoekers hebben soms geoordeeld dat het meer bepaald om een lid van de Hadrosaurinae zou gaan maar Amurosaurus, die er vermoedelijk door vertegenwoordigd wordt, is een lid van de Lambeosaurinae.

## Levenswijze
Mandschurosaurus leefde, wat zijn precieze identiteit ook moge zijn geweest, in de buurt van oeverlandschappen. Zijn voedsel bestond hoofdzakelijk uit planten.